# Netto
Mit netto (ital. „rein“) wird ein Wert bzw. eine Größe ohne einen bestimmten, meist unerwünschten Anteil des Gesamten (des Brutto) bezeichnet. Beim zu bereinigenden Anteil kann es sich zum Beispiel um Steuern, Abgaben, Kosten-, Volumen- oder Gewichtsanteile handeln.
Wenn es sich um Gewichtsanteile handelt, ist die Tara die Differenz zwischen Brutto und Netto.
Der Zusammenhang zwischen Netto und Brutto lässt sich auf folgende knappe Formel bringen:
Netto ist ein Teil des Brutto.
Bei Waren versteht man unter dem Nettogewicht das Gesamtgewicht der Ware oder des Produktes ausschließlich seiner Verpackung.

## Beispiele

### Steuern und Abgaben
Ein Nettopreis ist der Preis ohne die eventuell noch hinzukommende Mehrwertsteuer oder Umsatzsteuer:
Nettopreis = Bruttopreis − Steuern.
Ein Nettoverkaufspreis wird im Rahmen der Zuschlagskalkulation ermittelt.
Das Nettogehalt ist das Gehalt (Arbeitsentgelt), das nach Abzug von Steuern und Sozialabgaben übrig bleibt:
Nettolohn = Bruttolohn − Steuern − Sozialabgaben.
Netto ist also immer die aus Sicht des Geldempfängers steuerbereinigte Version, während Brutto noch um die Steuer bereinigt werden muss.

### Zahlungsbedingungen
Steht auf einer Rechnung unter den Zahlungsbedingungen z. B. „zahlbar innerhalb 10 Tagen netto Kasse“ oder „zahlbar rein netto unmittelbar nach Erhalt der Rechnung“, so bedeutet dies, dass bei der Bezahlung kein Skontoabzug erlaubt ist. Entgegen der widersprüchlichen Angabe „netto“ muss der Bruttorechnungsbetrag überwiesen werden. Weil das Einräumen eines Skontos einen freiwilligen Rabatt darstellt, der bei Nichterwähnung nicht angeboten wird, ist eine solche Anmerkung nicht erforderlich und soll zur Klarstellung dienen. Zur Vermeidung von Missverständnissen sollte auf das Wort netto in diesem Zusammenhang verzichtet werden.

### Versicherungswirtschaft
In der Versicherungswirtschaft bedeutet
- brutto: vor Abgabe von Haftungs- oder Schadenteilen an Rückversicherungen,
- netto: nach Rückversicherung (also den beim Erstversicherer verbleibenden Prämienanteil bzw. den von ihm zu tragenden Schadenanteil). Letzteres wird auch mit für eigene Rechnung (f. e. R.) bezeichnet.

Daneben wird mit brutto/netto – analog zur oben genannten Umsatzsteuer–  vor/nach Versicherungssteuer bezeichnet. Schließlich können sich diese Begriffe auch auf die Verrechnung von dem Versicherten gutzuschreibenden Überschüssen oder Beitragsrückerstattungen beziehen (brutto vor, netto nach Verrechnung).

### Lebensmittel
Auf Lebensmittelverpackungen versteht sich die Gewichts- oder Volumenangabe in der Regel als eine Netto-Nennfüllmenge. Netto bedeutet hier also Produktgewicht oder -volumen ohne den Gewichts- oder Volumenanteil der Verpackung.

### Übertragungsraten
Die Nettodatenrate gibt die Datenrate an, mit der reine Nutzinformationen ohne Overhead (wie beispielsweise Fehlerschutz- und Korrekturdaten) in einem Datennetz übertragen werden. Sie wird auch als Nutzdatenrate oder Datendurchsatz eines Netzes bezeichnet und zumeist in MBit/s angegeben. Die Nettodatenrate kann teilweise erheblich von der häufig zu Werbezwecken angegebenen Bruttodatenrate abweichen (z. B. bei WLAN) und gibt die tatsächlich übertragene Menge an Nutzdaten pro Zeitspanne an.